# Kálvária-kápolna (Pécs)
A pécsi Kálvária-kápolna Magyarország egyik legkorábban épült klasszicista stílusú körtemploma. A belvárost övező városfalon kívül, a Kálvária-dombon álló egytornyos kápolnát 1814 és 1817 között építették. Kertjében 14 stációs keresztút és egy Szentsír-barlang is található.

## Története

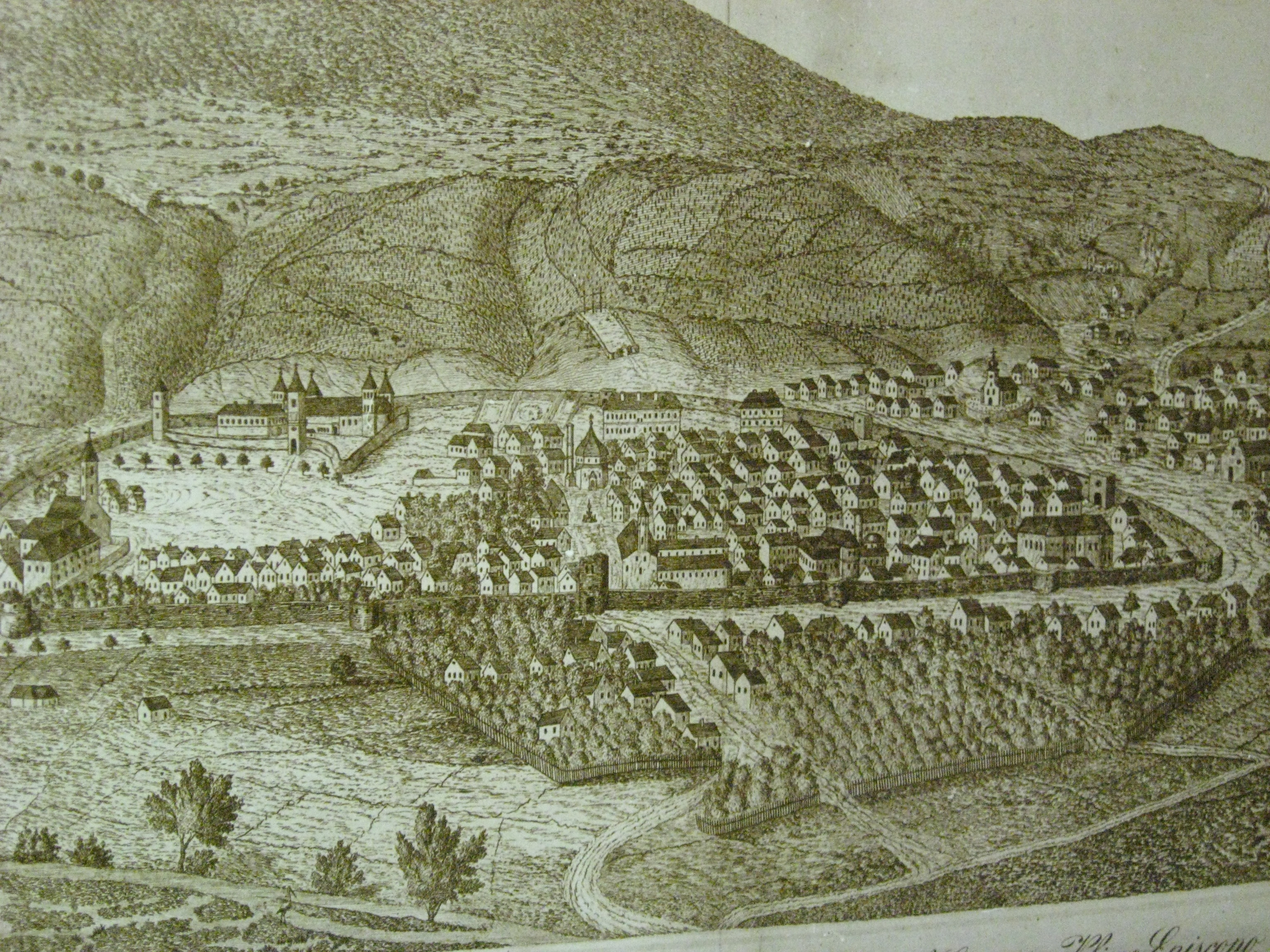
1763-as ábrázolás, melyen látható a kálváriadomb három keresztje is

A mai kápolna helyén már a középkorban is állt egy építmény. A török hódoltság idején elpusztult Corpus Christi-kápolnáról már 1270-ből írásos emlék maradt fenn. Ekkor Széchy Pál püspök úgy rendelkezik, hogy Úrnapján a Bertalan templom plébánosának vezetésével körmenetben vonuljanak fel a Bertalan „hegyre”. Petrovich Ede püspöki levéltáros, egyháztörténész szerint a Bertalan hegy azonos a kálvária-dombbal. A Pécsre települt jezsuiták 1701-ben telekcsere útján hozzájutottak a Bertalan dombhoz, és 1712–13-ban már hét stációt és három keresztet emeltek a dombtetőn. A városfalon kívül magasodó Kálváriadombot egy 1763-ban készült metszet is megörökítette.
A 18. század végén homokkőből faragott stációk épültek, erre utal az első stáció hátoldalára bevésett FS. J. 1779. monogram és évszám is. A késő barokk stílusú kerítéskapu a 18. század végén épült. 1812–17 között már 12, festett kődomborművekkel díszített stáció készült, és ekkor épült a Szentsír-barlang, illetve a klasszicista stílusú kerek kápolna is.
A kápolnát 1814-ben szentelték fel, és berendezése 1817-re készült el. Az építkezés költségeit Pécs polgárai, iparos céhek és egyesületek tagjai fedezték. A gyűjtés fő szorgalmazója Ábel József pécsi takácsmester volt, aki saját vagyonából fedezte a többletköltségeket. Ábel Józsefet halála után a kálvárián temették el, egyszerű kőlappal fedett sírja a kertben, a Szentsír fölötti részen található. A kápolna falán elhelyezett, de azóta már eltűnt emléktáblán az alábbi sírvers volt olvasható:
Rom vala itt hajdan, s kik e szent helyet újra díszítek,
Ábel József volt főbbikük,
Áldja az ég.
Nyolcvanhét esztendő, koszorúzá pályafutását
Most már lelke amott, hamvai nyugszanak itt.
Pécs, 1842. december 22.
A kápolna építőmesterének neve nem ismert, de elképzelhető, hogy Piatsek József, a pécsi klasszicizmus neves építésze volt a tervező és kivitelező is. Az előtérrel szemközti oldalon egy földszintes sekrestye csatlakozott a kápolnához. Ezt belülről az oltár mögötti ajtón át lehetett megközelíteni. A sekrestye valószínűleg későbbi toldalék lehetett, és az 1960-as évek közepén lebontották.

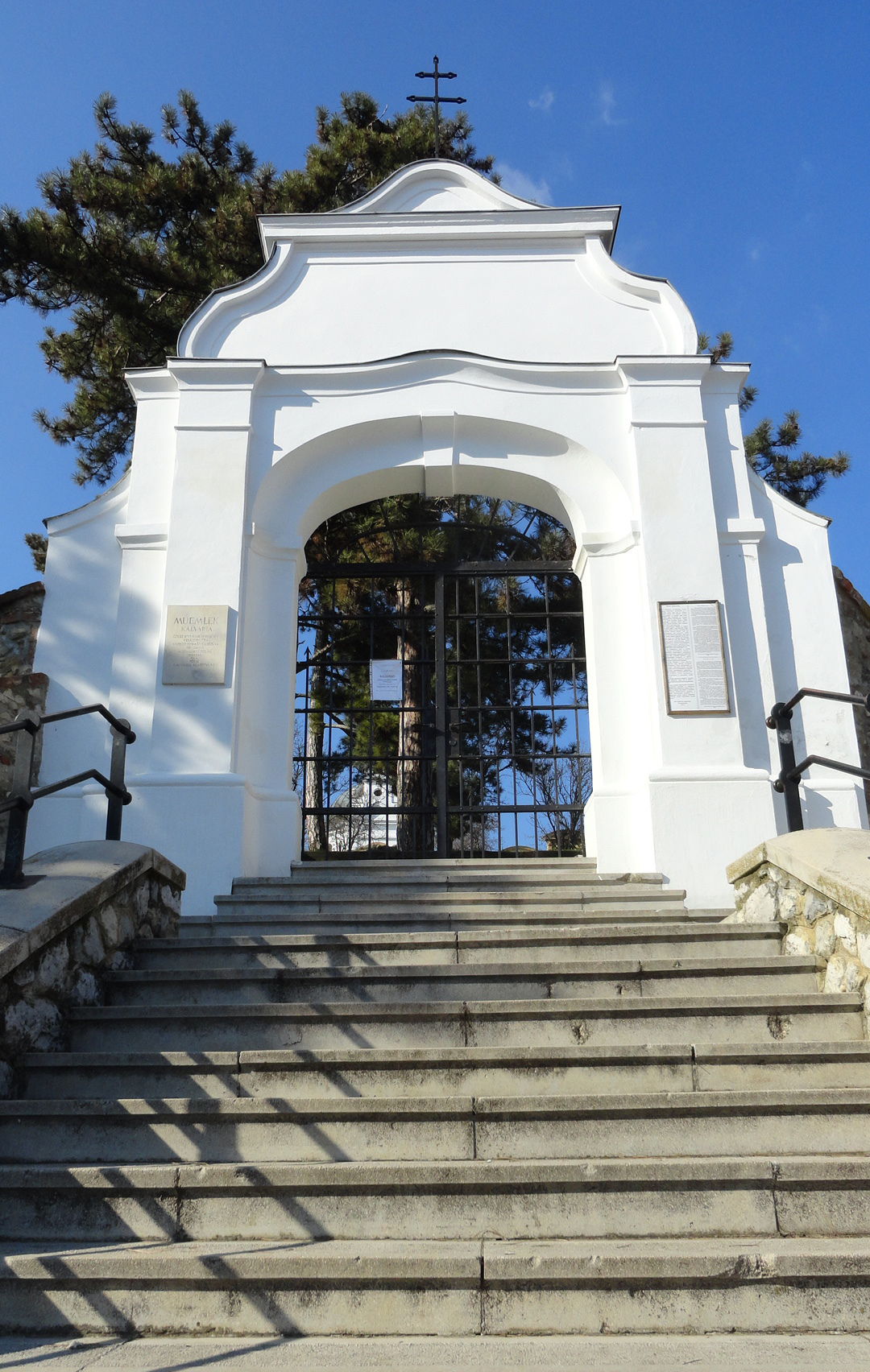
A kert kapuja

A kápolnabelső dísze a Szent Keresztnek szentelt oltár, amelyet egy nagyméretű festett, kálvária jelenetet ábrázoló, homokkő dombormű ékesít. Az oltár két oldalán életnagyságú Mária-, illetve Szent János-szobor áll. A két szobor közötti átjárókon keresztül lehetett megközelíteni a sekrestyét. Az átjárók felett kis szószék és orgona is volt.
1877-ben Bartalits Mihály pécsi kőfaragó elkészítette a Szentsír Krisztus-korpuszát és Mária Magdolna szobrát. A Mária Magdolna-szobor a 20. század második felében eltűnt. A megromlott állapotban levő stációk kő-domborműveit a 19. század végére öntöttvasra cserélték, ezek a mai napig is láthatók. Ekkor a kápolna falán két domborművet is elhelyeztek, így a stációk száma 14-re nőtt. A plébánia Historia Domusa megjegyzi, hogy az öntöttvas domborműveket Würzburgból rendelték, és azokat a Dunán hajóval szállították Mohácsra, ahonnan szekérrel jutottak el Pécsre.
Az új stációképeket 1895-ben szentelték fel. Egyedülálló érdekesség, hogy itt a stációk sorrendje eltért a megszokott rendtől: nem alulról felfelé, átlósan követik egymást a stációk, hanem a domb nyugat felőli részétől haladnak felfelé a kápolnáig, majd onnan keleti oldalon lefelé.
A kápolnakert kapujától egyenes lépcsősor vezetett az utcáig, keleti oldalán a Kálváriára felügyelő harangozó pici, földszintes háza állt. 1897 áprilisában Bélik István, a Kálvária gondnoka építési engedélyt kapott, hogy a Kálvária u. 33. számú telekre egy földszintes házat építsen. Ezt 1980-ban bontották le, amikor megszűnt a telek. A Kálvária mai képe az 1930-as évek elejére alakult ki, amikor új, kétkarú lépcsőt és terméskő támfalakat építettek a kertkapu elé. A lépcső alján egy K. Nagy Mihály pirogránit korpuszával készült kőkereszt van, melyet az egykori gondnok állíttatott 1933-ban. Ugyanekkor készültek el a kertkapu és a kápolna homlokzati falképei, melyek Gebauer Ernő alkotásai. Valószínűleg ebből az időszakból származik a kupola belső festése is.

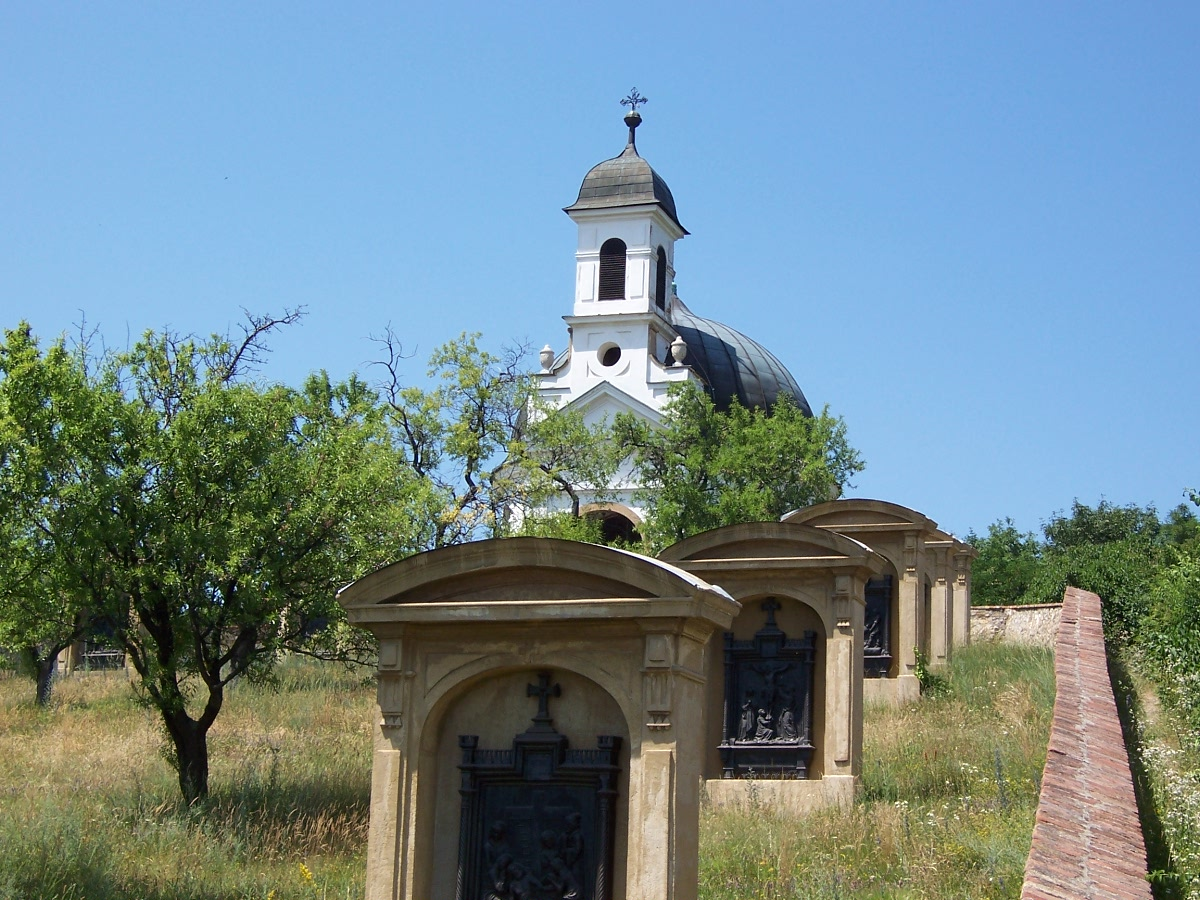
A kápolna és a stációk

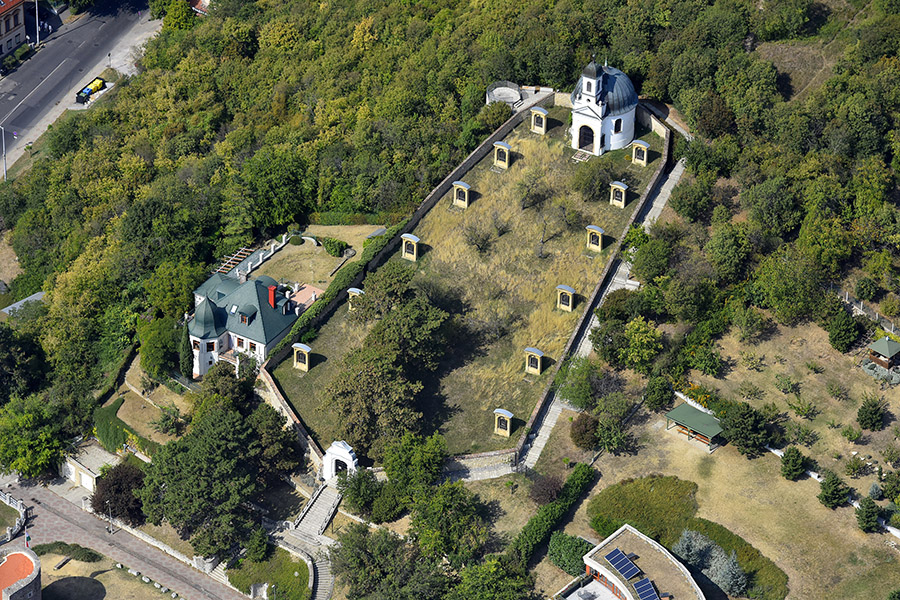
A Kálvária-kápolna légi felvételen

A második világháborút követően sor került az egyházi javak államosítására, így az egyház nem tudott gondoskodni a kálvária fenntartásáról, és a város sem foglalkozott a műemlékegyüttes védelmével, amelynek állapota fokozatosan romlani kezdett. 1964-ben kisebb javítások történtek, amikor a Műemléki Felügyelőség bizonyos mértékig helyreállította a már rossz állapotban lévő kápolnát. Ennek ellenére a harangozó-gondnok hivatalának megszűnése, illetve házának lebontása miatt a terület felügyelet nélkül maradt, és gyakran vandalizmus áldozatává vált. Közben a keresztúti ájtatosságok is elmaradtak.
1990-ben létrejött a Pécsi Kálvária Alapítvány, amely a hely megmentésén kezdett el dolgozni. 1994 őszén újraszentelték, miután lakosság összefogásával, a belvárosi plébániatemplom, a városvédők, a Műemlékvédelmi Felügyelőség, magánszemélyek és a testvérváros, Graz/Herrengasse-i, valamint a bajorországi Neubeuern egyházközségének adományából összejött 16 millió forintból helyreállították a stációkat és a kápolna berendezését.
2012-ben a Kálvária-dombot felújították, kialakítottak egy sétányt és egy kilátóteraszt is. A Nyolc Boldogság kilátó-terasz ábrázolásai Jézus boldogmondásait elevenítik fel, melyek Saint-Omer-i Lambert 1120 körül írott, A virágok könyve (Liber Floridus) című munkája alapján készültek. A könyvben a nyolc boldogságot nyolc fa jeleníti meg (cédrus, ciprus, pálmafa, rózsa, olajfa, platán, terebint, szőlő).